# Jaime Alas
Jaime Enrique Alas Morales (San Salvador, 1989. július 30. –) salvadori labdarúgó, jelenleg a CSD Municipal középpályása.

## Pályafutása

### Klubcsapatban
Alas 2016 júliusában, 16 évesen kezdte pályafutását a San Salvador csapatában. Utánpótláskorú játékosként megfordult Argentínában, a River Plate csapatánál is. Négy évet töltött a csapatnál, mielőtt 2010-ben visszatér Salvadorba, ahol a Luis Ángel Firpo játékosa lett.
2012. június 29-én az Alas a 2015-ös szezon végéig szóló szerződést kötött a norvég Rosenborggal. 2012. augusztus 1-jén írt alá  a csapathoz.  Ebben a szezonban bemutatkozhatott az Európa-ligában. 2013 júliusában kölcsönadták a San Jose Earthquakesnak. Itt a szezon végéig játszott, majd mikor visszatért Norvégiába, egyből kölcsönadták, ezúttal a mexikói másodosztályú Ballenas Galeana csapatához. 2014 májusában bejelentették, hogy a  Club Irapuato szerződtette Alast.

### A válogatottban
2010 októberében mutatkozott be a salvadori válogatottban. 2011 januárjában részt vett a Copa Centroamericanán.